# Metodista Világtanács
Az 1881-ben alapított Metodista Világtanács egy metodista egyházi szövetség, amely a legtöbb wesleyánus felekezetet magában foglalja. A Metodista Világtanács 80 tagegyháza 138 országból 80 millió embert képvisel, ezzel a metodizmus a világ egyik legnagyobb protestáns felekezete. A tagegyházak között megtalálható többek között az Egyesült Metodista Egyház (United Methodist Church), a Názáreti Egyház (Church of Nazarene) és az Angol Metodista Egyház (Methodist Church of Great Britain) is.

## Tagegyházak
- African Methodist, Southern Africa
- African Methodist, U.S.A.
- African Methodist, West Africa
- African Methodist Church, Zimbabwe
- African Methodist Episcopal Church, Central Africa
- African Methodist Episcopal Church - U.S.A.
- African Methodist Episcopal Zion Church - U.S.A.
- Chinese Methodist Church in Australia - Australia
- Christian Methodist Episcopal Church - U.S.A
- Church of Christ - Hong Kong, People's Republic of China
- Church of North India
- Church of Pakistan, The
- Church of South India, Bangalore Episcopal Area
- Church of the Nazarene - U.S.A.
- Evangelical Church, The - Spain
- Evangelical Church, Dominican Republic
- Evangelical Church, Uruguay
- Evangelical Methodist Church, Argentína
- Evangelical Methodist Church, Bolivia
- Evangelical Methodist Church, Costa Rica
- Evangelical Methodist Church, Panama
- Evangelical Methodist Church, Philippines
- Evangelical Methodist Church, Portugal
- Evangelical Methodist Community - Paraguay
- Evangelical United Church, Ecuador
- Free Methodist Church, The - North America
- Free Wesleyan Church - Tonga
- Methodist Church, Bahamas Conference of the (BCMC)
- Methodist Church, Banglades
- Methodist Church, Brazil
- Methodist Church, Caribbean and Americas
- Methodist Church, Chile
- Methodist Church, Colombia
- Methodist Church, Cuba
- Methodist Church, Fiji and Rotuma
- Methodist Church, Ghana
- Methodist Church of Great Britain
- Methodist Church of Hong Kong & Peoples Republic of China
- Methodist Church, India
- Methodist Church, Ireland
- Methodist Church, Italy
- Methodist Church, Kenya
- Methodist Church, Korea
- Methodist Church, Malaysia[9]
- Methodist Church, Mexico
- Methodist Church, New Zealand[10]
- Methodist Church, Nigeria
- Methodist Church, Peru
- Methodist Church, Puerto Rico
- Methodist Church, Republic of China (Taiwan)
- Methodist Church, Samoa
- Methodist Church, Sierra Leone
- Methodist Church, Singapore
- Methodist Church of Southern Africa
- Methodist Church, Sri Lanka
- Methodist Church, Togo
- Methodist Church, Zimbabwe
- Methodist Church in Ireland
- Methodist Church in Singapore
- Methodist Church (Lower) - Myanmar
- Methodist Church (Upper) - Myanmar
- Methodist Church North - Indonesia
- Methodist Church South - Indonesia
- Protestant Methodist Church, Benin
- Protestant Methodist Church, Côte d’Ivoire
- United Church of Canada
- United Church - Zambia
- United Church of Christ of Philippines
- United Methodist Church, U.S.A.
- United Methodist Church, Albania
- United Methodist Church, Algeria/Tunisia
- United Methodist Church, Austria
- United Methodist Church of Bosnia and Herzegovina
- United Methodist Church, Bulgaria
- United Methodist Church of Burundi
- United Methodist Church, Central and Southern Europe Central Conference
- United Methodist Church, Central Congo
- United Methodist Church, Croatia
- United Methodist Church, Czech Republic
- United Methodist Church, Denmark
- United Methodist Church, East Africa Annual Conference
- United Methodist Church, East Angola
- United Methodist Church, Estonia
- United Methodist Church, France
- United Methodist Church, Germany Central Conference
- United Methodist Church, Hungary
- United Methodist Church of Croatia
- United Methodist Church, Latvia
- United Methodist Church, Liberia
- United Methodist Church, Lithuania
- United Methodist Church, Republic of Macedonia
- United Methodist Church, Mozambique
- United Methodist Church, Nigeria
- United Methodist Church, Northern Europe Central Conference (Eurasia Episcopal Area)
- United Methodist Church, Northern Europe Central Conference (Nordic and Baltic Episcopal Area)
- United Methodist Church, Norway
- United Methodist Church, Poland
- United Methodist Church, Philippines Central Conference (The United Methodist Church in the Philippines)
- United Methodist Church, Russia
- United Methodist Church of Serbia and Montenegro
- United Methodist Church, Sierra Loene
- United Methodist Church, Slovak Republic
- United Methodist Church, South Congo
- United Methodist Church, Sweden
- United Methodist Church, Switzerland
- United Methodist Church, West Angola
- United Methodist Church, Zimbabwe
- Finnish United Methodist Church - Finland
- North Katanga United Methodist Church - Zambia
- Swedish United Methodist Church - Finland
- South Congo United Methodist Church
- United Protestant Church - Belgium
- Uniting Church in Australia
- Wesleyan Church, The - U.S.A.
- Wesleyan Methodist Church - New Zealand
- West Africa African Methodist - U.S.A
- West African Methodist Church - Sierra Leone